# MIPIM

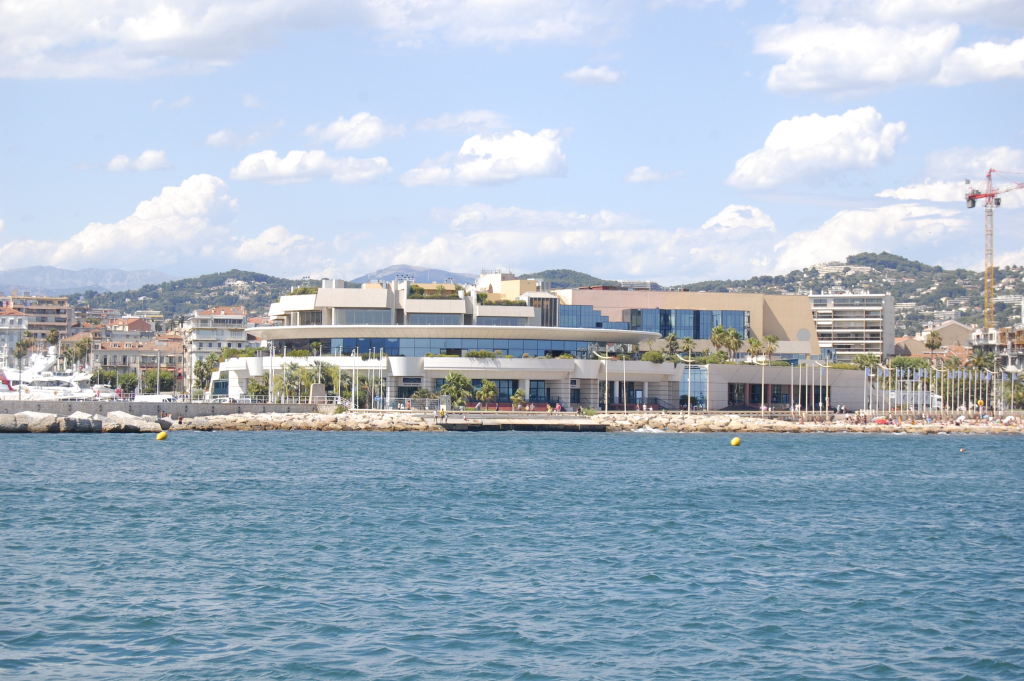
Palais des Festivals et des Congrès i Cannes där mässan arrangeras

MIPIM (Le marché international des professionnels de l’immobilier) är en fastighets- och investeringsmässa. Den arrangeras årligen i mars månad i Cannes, Frankrike. År 2004 lockade MIPIM 15 157 deltagare från 67 länder. År 2005 fanns det 1 903 utställande företag spridda över 17 000 kvadratmeter vilka representerade 67 länder. Nuvarande uppskattningar av deltagare är över 20 000.